# Krisztián Kulcsár
Krisztián Kulcsár (n. 28 iunie 1971, Budapesta, Republica Populară Ungară) este un scrimer ce a reprezentat Ungaria, medaliat olimpic. A participat la 4 ediții ale Jocurilor Olimpice (1992, 1996, 2004, 2008) în care a câștigat o medalie de argint.